# Luisa Della Noce
Luisa Della Noce (San Giorgio di Nogaro, 28 aprile 1923 – Roma, 15 maggio 2008) è stata un'attrice italiana.

## Biografia
Secondo una fonte, Luisa Canciani nacque nel 1917 e sposò il colonnello Camillo della Noce, da cui si separò. A Roma lavorò come indossatrice.
La sua carriera cinematografica iniziò nel 1951 con L'ultima sentenza di Mario Bonnard. Nel 1956 ottenne il ruolo che le diede popolarità: la moglie del ferroviere, interpretato da Pietro Germi, in Il ferroviere, diretto dallo stesso Germi.
Per questo film, nel 1956 vinse il premio per la migliore attrice al Festival Internazionale del Cinema di San Sebastián.

## Filmografia

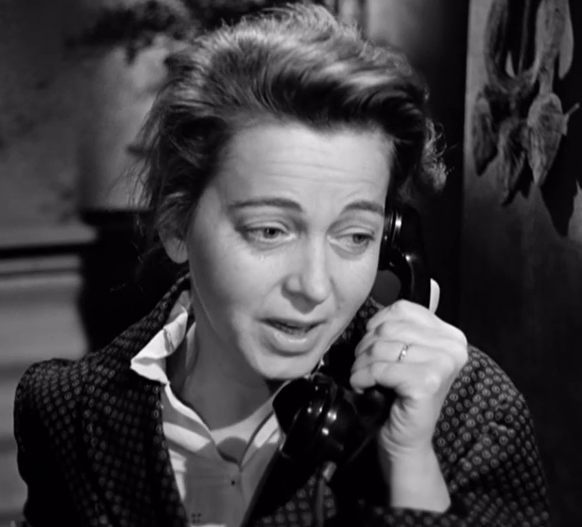
Luisa Della Noce in Il ferroviere

- L'ultima sentenza, regia di Mario Bonnard (1951)
- Wanda, la peccatrice, regia di Duilio Coletti (1952)
- L'arte di arrangiarsi, regia di Luigi Zampa (1954)
- Il ferroviere, regia di Pietro Germi (1956)
- L'uomo di paglia, regia di Pietro Germi (1958)
- Parque de Madrid, regia di Enrique Cahen Salaberry (1959)
- Giacobbe, l'uomo che lottò con Dio, regia di Marcello Baldi (1963)
- Oltraggio al pudore, regia di Silvio Amadio (1964)
- Giulietta degli spiriti, regia di Federico Fellini (1965)
- John il bastardo, regia di Armando Crispino (1967)
- Con lui cavalca la morte, regia di Giuseppe Vari (1970)
- Identificazione di una donna, regia di Michelangelo Antonioni (1982)

## Doppiatrici
- Dhia Cristiani in Il ferroviere, L'uomo di paglia, I patriarchi
- Andreina Pagnani in L'arte di arrangiarsi
- Anna Miserocchi in John il bastardo
- Gemma Griarotti in Con lui cavalca la morte

## Riconoscimenti
- Festival internazionale del cinema di San Sebastián
  - 1956 – Migliore attrice per Il ferroviere